# Gheorghe Dobre
Gheorghe Dobre (n. 24 aprilie 1948) este un politician român, membru al Partidului Democrat.
Din ianuarie 2004 până în 2005 a ocupat funcția de Ministrul al Transporturilor, Construcțiilor și Turismului în Guvernul Tăriceanu. A fost înlocuit cu Radu Berceanu.
Înainte de a se înscrie în PD a fost membru al PSD.